# 手塚治虫文化獎
手塚治虫文化獎是日本朝日新聞社於1997年創設的漫畫獎。其目的除了紀念手塚治虫外，也以嚴謹審查過程來促進日本漫畫產業的進步。該獎項與集英社創設的手塚獎並無關聯。
第一屆手塚治虫文化獎的首獎得主為《哆啦A夢》，之後得獎作品還有《夏子的酒》、《Monster 怪物》、《陰陽師》等。

## 獎金・獎盃
獎盃為造型家横山宏所設計的以原子小金剛作為發想的銅像獎盃。另外還有附加獎金。
漫畫大獎
正賞：銅像獎杯、附加獎金：200萬日元
漫畫優秀獎（僅頒到第6屆為止）
正賞：銅像獎杯、附加獎金：100萬日元
新生獎（第7屆以後）
正賞：銅像獎杯、附加獎金：100萬日元
短篇獎（第7屆以後）　
正賞：銅像獎杯、附加獎金：100萬日元
短篇、四格漫畫、一格漫畫等作品，表揚作者的獎項。
特別獎
正賞：銅像獎杯、附加獎金：100萬日元
頒予對漫畫發展有卓越貢獻的個人或團體。

## 得獎名單

### 第1屆（1997年）
- 漫畫大獎: 藤子・F・不二雄 《哆啦A夢》
- 漫畫優秀獎: 萩尾望都 《殘酷な神が支配する》
- 特別獎: 內記稔夫（有關現代漫畫圖書館的設立與營運）

評選委員：荒俣宏、石上三登志、石川潤、大月隆寛、岡田斗司夫、印口崇、唐澤俊一、呉智英、小松左京、齊藤由貴、里中滿智子、三代目魚武濱田成夫、鈴木光司、關川夏央、高橋源一郎、武川行秀、鶴見濟、長谷邦夫、荷宮和子、古川益蔵、傅萊德里·修特、村上知彥、夢枕獏、養老孟司、米澤嘉博

### 第2屆（1998年）
- 漫畫大獎: 谷口治郎、原作：關川夏央 《「少爺」的時代》
- 漫畫優秀獎: 青木雄二 《浪花金融道》
- 特別獎: 石之森章太郎（對漫畫與漫畫界的長年貢獻）

評選委員：荒俁宏、石上三登志、石川潤、大月隆寛、岡田斗司夫、印口崇、唐澤俊一、呉智英、小松左京、齊藤由貴、里中滿智子、三代目魚武濱田成夫、鈴木光司、關川夏央、高橋源一郎、武川行秀、鶴見濟、長谷邦夫、荷宮和子、古川益蔵、傅萊德里·修特、村上知彥、夢枕獏、養老孟司、米澤嘉博

### 第3屆（1999年）
- 漫畫大獎: 浦澤直樹 《MONSTER》
- 漫畫優秀獎: 佐草晃 《神童》
- 特別獎: 夏目房之介（漫畫評論）

評選委員：荒俁宏、石上三登志、石川潤、大月隆寛、岡田斗司夫、印口崇、唐澤俊一、呉智英、小松左京、齊藤由貴、里中滿智子、三代目魚武濱田成夫、鈴木光司、關川夏央、高橋源一郎、武川行秀、長谷邦夫、荷宮和子、古川益蔵、傅萊德里·修特、村上知彥、夢枕獏、養老孟司、米澤嘉博

### 第4屆（2000年）
- 漫畫大獎: 諸星大二郎 《西遊妖猿傳》
- 漫畫優秀獎: 望月峰太郎 《末日》
- 特別獎: 傅萊德里·修特（對海外介紹日本漫畫）

評選委員：荒俣宏、石上三登志、石川潤、印口崇、呉智英、里中滿智子、J・Bernd、關川夏央、竹内治蟲、藤本由香里、細萱敦、水野英子、村上知彥、夢枕獏、米澤嘉博

### 第5屆（2001年）
- 漫畫大獎: 岡野玲子、原作：夢枕獏 《陰陽師》
- 漫畫優秀獎: しりあがり壽 《彌次喜多 in DEEP》
- 特別獎: 丸山昭（因培育了聚集在常盤莊的眾多作家而獲得此榮譽）

評選委員：荒俁宏、石上三登志、石川潤、大月隆寛、岡田斗司夫、印口崇、唐澤俊一、呉智英、小松左京、齊藤由貴、里中滿智子、三代目魚武濱田成夫、鈴木光司、關川夏央、高橋源一郎、武川行秀、鶴見濟、長谷邦夫、荷宮和子、古川益蔵、傅萊德里·修特、村上知彥、夢枕獏、養老孟司、米澤嘉博

### 第6屆（2002年）
- 漫畫大獎: 井上雄彥《浪人劍客》
- 漫畫優秀獎: 三浦建太郎《烙印勇士》
- 特別賞: 從缺

評選委員：荒俁宏、石上三登志、石川潤、印口崇、呉智英、里中滿智子、傅萊德里・修特、關川夏央、竹內治蟲、藤本由香里、細萱敦、水野英子、村上知彥、夢枕獏、米澤嘉博

### 第7屆（2003年）
- 漫畫大獎: 高野文子 《黃色い本 ジャック・チボーという名の友人》
- 新生獎: 小畑健（漫畫）、堀田由美（原作）《棋魂》
- 短篇獎: 石井壽一（日语：いしいひさいち） （《現代思想の遭難者たち》《ののちゃん》など一連の作品に対して）
- 特別獎: 水木茂（獨創的な畫業と長年の活躍に対して）

評選委員：荒俣宏、石川潤、香山リカ、呉智英、清水勲、關川夏央、Rachel Thorn、萩尾望都

### 第8屆（2004年）
- 漫畫大獎: 岡崎京子 《惡女羅曼死》
- 新生獎: もりもと崇 《惡女異本》
- 短篇獎: 秋月理翠 《OL進化論》など一連の作品
- 特別獎: みなもと太郎 （歴史漫畫の新境地開拓と漫畫文化への貢獻に対して）

評選委員：荒俁宏、石川潤、香山リカ、呉智英、清水勲、關川夏央、Rachel Thorn、萩尾望都

### 第9屆（2005年）
- 漫畫大獎: 浦澤直樹・手塚治蟲《PLUTO ～冥王～》
- 新生獎: 河野史代《夕嵐之街 櫻之國》
- 短篇獎: 西原理惠子《元氣媽媽》《上京ものがたり》
- 特別獎: 川崎市市民ミュージアム

評選委員：荒俁宏、石川潤、香山リカ、呉智英、清水勲、關川夏央、Rachel Thorn、萩尾望都

### 第10屆（2006年）
- 漫畫大獎: 吾妻日出夫 《失蹤日記》
- 新生獎: 樋口朝 《王牌投手 振臂高揮》
- 短篇獎: 伊藤理佐 《女いっぴき貓ふたり》など一連の作品に対して
- 特別獎: 小野耕世

評選委員: 荒俣宏、石川潤、印口崇、香山リカ、呉智英、萩尾望都、藤本由香里、村上知彥

### 第11屆（2007年）
- 漫畫大獎: 山岸子《舞姫　テレプシコーラ》
- 新生獎: のぞゑのぶひさ（作畫）岩田和博（企畫・腳色） 《神聖喜劇》
- 短篇獎: 森下裕美 《大阪ハムレット》
- 特別獎: 從缺

### 第12屆（2008年）
- 漫畫大獎：石川雅之 《農大菌物語》
- 新生獎：島田虎之介 《トロイメライ》
- 短篇獎：大島弓子 《咕咕貓》
- 特別獎：大阪府立國際児童文學館

### 第13屆（2009年）
- 漫畫大獎：辰巳嘉裕 《劇畫漂流》、吉永史《大奧》
- 新生獎：丸尾末広 《パノラマ島綺譚》
- 短篇獎：中村光 《聖哥傳》

### 第14屆（2010年）
- 漫畫大獎：山田芳裕 《戰國鬼才傳》
- 新生獎：市川春子 《蟲と歌》
- 短篇獎：山崎麻里 《羅馬浴場》
- 特別獎：米沢嘉博 （蒐集漫畫研究的基本資料、進行漫畫評論活動）

### 第15回（2011年）
- 漫畫大獎：村上紀香 《仁者俠醫》、 松本大洋原作/永福一成（日语：永福一成）《竹光侍（日语：竹光侍）》
- 新生賞：荒川弘 《鋼之鍊金術師》
- 短編賞：山科けいすけ（日语：山科けいすけ） 《C級さらりーまん講座（日语：C級さらりーまん講座）》

### 第16回（2012年）
- 漫畫大獎：岩明均 《歷史之眼》
- 新生賞：伊藤悠 《舒特赫爾-西夏惡靈》
- 短編賞：ラズウェル細木   《酒のほそ道》

### 第17回（2013年）
- 漫畫大獎：原泰久 《王者天下》
- 新生賞：山本美希 《Sunny Sunny Ann！》
- 短編賞：業田良家   《機械仕掛けの愛》

### 第18回（2014年）
- 漫畫大獎：羽海野千花 《3月的獅子》
- 新生賞：今日町子 《みつあみの神様》
- 短編賞：施川ユウキ 《オンノジ》

### 第19回（2015年）
- 漫畫大獎：星余里子 《逢澤理玖》
- 新生賞：大今良時 《聲之形》
- 短編賞：吉田戰車（以從至一系列笑點獨特的作品獲獎）
- 特別賞：三橋千禾子 《小さな恋のものがたり》

### 第20回（2016年）
- 漫畫大獎：一ノ関圭 《鼻紙写楽》、東清彥 《四葉妹妹！》
- 新生賞：安藤ゆき 《町田くんの世界》
- 短編賞：中崎タツヤ 《じみへん》

### 第21回（2017年）
- 漫畫大獎：倉持房子 《花に染む》
- 新生賞：雲田晴子 《昭和元祿落語心中》
- 短編賞：深谷薰 《夜巡貓》

### 第22回（2018年）
- 漫畫大獎：野田智 《黃金神威》
- 新生賞：板垣巴留 《BEASTARS》
- 短編賞：矢部太郎 《大家さんと僕》
- 特別賞：千葉徹彌

### 第23回（2019年）
- 漫畫大獎：有間忍 《その女、ジルバ》
- 新生賞：山田參助 《あれよ星屑》
- 短篇賞：小山健 《每個月來訪一次的月經醬》
- 特別賞：齊藤隆夫

### 第24回（2020年）
- 漫畫大賞：高濱寬《ニュクスの角灯》
- 新生賞：田島列島《水流向大海》《田島列島短編集 ごあいさつ》
- 短篇賞：和山やま《為你著迷》
- 特別賞：長谷川町子（生誕100年を迎えた今も愛される作品の力とマンガ文化への貢献）

社外評選委員：秋本治、杏、櫻庭一樹、里中滿智子、中条省平、南信長、みなもと太郎、山田友子

### 第25回（2021年）
- 漫畫大賞：山下和美《Land》
- 新生賞：アベツカサ（作畫）、山田鐘人（原作）《葬送的芙莉蓮》
- 短篇賞：野原廣子《消えたママ友》《妻が口をきいてくれません》
- 特別賞：吾峠呼世晴《鬼滅之刃》

### 第26回（2022年）
- 漫畫大賞：魚豐《地。-關於地球的運動-》
- 新生賞：谷口菜津子《教室の片隅で青春がはじまる》《今夜すきやきだよ》
- 短篇賞：オカヤイヅミ《白木蓮はきれいに散らない》《いいとしを》
- 特別賞：從缺

### 第27回（2023年）
- 漫畫大賞：入江喜和《尤莉亞老師的紅線》[1]
- 新生賞：ガンプ《断腸亭にちじょう》《今夜すきやきだよ》
- 短篇賞：やまじえびね《女孩身處的世界》
- 特別賞：楳圖一雄

### 第28回（2024年）
- 漫畫大賞：山崎麻里，とり・みき《大師普林尼》
- 新生賞：坂上曉仁《神田御藏町職人物語》
- 短篇賞：益田米莉《ツユクサナツコの一生》
- 特別賞：コミティア実行委員会

### 第29回（2025年）
- 漫畫大賞：林太郎《1秒24コマのぼくの人生》
- 新生賞：城戸志保《どくだみの花咲くころ》
- 短篇賞：榎本俊二《the kinks》
- 特別賞：一般財団法人　横手市増田まんが美術財団

## 外部連結
- 官方網站 （页面存档备份，存于）